# Commaladera adspersa
Commaladera adspersa är en skalbaggsart som beskrevs av Moser 1915. Commaladera adspersa ingår i släktet Commaladera och familjen Melolonthidae. Inga underarter finns listade i Catalogue of Life.